# 津野田勲
津野田 勲（つのだ いさお、1933年1月1日 - ）は、日本のジャーナリスト。本名は角田 勲。

## 経歴
長野県佐久市出身。長野県岩村田高等学校卒業後、早稲田大学文学部露文科に進学。大学在学中に業界紙の「香粧品新報社」に記者として入社。大学中退。その後「香粧品新報社」は「㈱週刊粧業」に吸収されたため「㈱週刊粧業」の記者として約2年間勤務。
1956年に友人と3名で「日本香料新聞社」を設立。1973年に同社を退社し「㈲フレグランスジャーナル社」を設立。代表取締役時代の1985年に出版したアロマテラピー専門書『アロマテラピー〈芳香療法〉の理論と実際：著者ーロバート・ティスランド、訳者ー高山林太郎』がベストセラーとなり、日本におけるアロマテラピーブーム火付け役の一人となった。その後、会長職を経て現在は同社顧問。2017年「一般社団法人日本産天然精油連絡協議会」を設立。2018年に「一般社団法人香りの健康ライブラリー」を設立。